# Gordon Creighton Strachan
Gordon Creighton Strachan (Berkeley, 24 luglio 1943) è un avvocato e politico statunitense.

## Formazione e inizi
Strachan nacque a Berkeley, in California.
Presso l'Università della California del Sud, fu membro del Trojans for Representative Government con i partecipanti Dwight L. Chapin, Tim Elbourne, Donald Segretti, Herbert Porter e Ron Ziegler nel futuro Scandalo Watergate. Nel 1965, ottenne il grado di Bachelor of Arts in Relazioni internazionali presso l'Università della California del Sud. Nel 1968, ottenne il Dottorato in Giurisprudenza presso la UC Berkeley School of Law.

## Carriera
Dal 1968 al 1970 lavorò per la società di assistenza legale Mudge, Rose, Guthrie & Alexander di New York, la stessa azienda per cui aveva lavorato Nixon prima prima di concorrere per la Presidenza nel 1968.

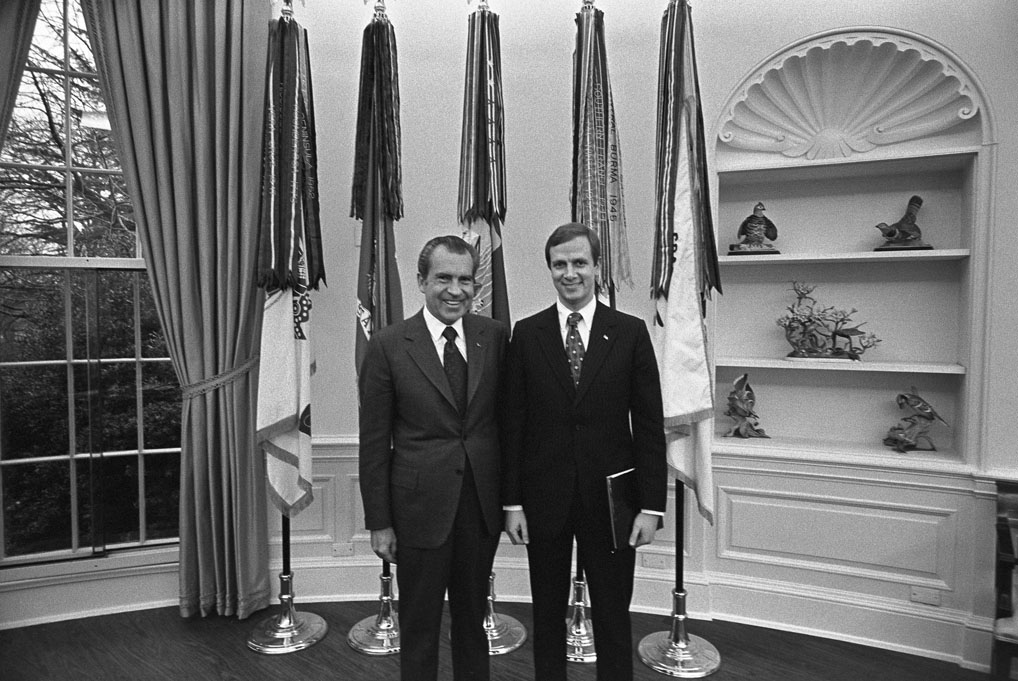
Strachan (destra) e Richard Nixon (sinistra) nello Studio Ovale (1971 circa) durante la Presidenza Nixon

Strachan, che fu reclutato da Dwight Chapin, entrò nell'Ufficio della Casa Bianca nel 1970 e inizialmente operò come assistente in staff a Herbert G. Klein. Ad egli fu assegnato il ruolo di collegamento di H. R. Haldeman al Comitato per la Rielezione del Presidente (CRP), quando questo fu formato nel marzo 1971. I suoi incarichi  al CRP si focalizzarono su argomenti sui quali egli aveva già avuto esperienza; come elemento di avanguardia durante le campagne elettorali di medio termine del 1970, egli sopravvide alle operazioni politiche e testimoniò in merito di fronte al United States Senate Watergate Committee, affermando che John Dean sovrintendeva a tutte le raccolte "spionistiche" d'informazioni politiche, comprese quelle sull'emersione dello scandalo Watergate, al CRP.
Strachan fu incriminato insieme ad altri membri dello staff della Casa Bianca, il 1º marzo 1974, ma tutte le accuse contro di lui caddero il 10 giugno 1975.
Egli si trasferì nello Utah nel 1975 e lavorò come impiegato per Berman & Giauque a Salt Lake City. Nel 1977 la sua licenza per praticare l'avvocatura fu ripristinata nello Utah, e fu promosso avvocato nell'azienda, fino a che si dimise per una partnership presso Prince, Yeates & Geldzahler. Egli fu uno dei dirigenti presso la società di legge, Strachan Strachan & Simon P.C., a Park City, nello Utah, ma ora è in pensione. La sua attività si focalizzò principalmente su antitrust, lesioni personali e controversie legali nel campo degli sport ricreativi. Egli fece parte del Comitato per l'Organizzazione delle Olimpiadi per i Giochi olimpici invernali del 2002, ed è anche consigliere generale della United States Ski and Snowboard Association. È autore di numerosi articoli di giurisprudenza.

## Videografia
- (EN) John Ehrlichman: In the Eye of the Storm, 1997, ISBN 0-9665154-0-4.